# Товада-Хатимантай
Товада-Хатимантай (яп. 十和田八幡平国立公園 товада-хатимантай-кокурицу-ко:эн) — национальный парк в японском регионе Тохоку на севере острова Хонсю, состоящий из двух отдельных районов Аомори, Ивате и префектуры Акита. Район Товада-Хаккода включает озеро Товада, горы Хаккода и большую часть долины реки Оирасэ. Район Хатимантай включает в себя гору Хатимантай, гору Ивате, геотермальный источник Тамагава-Онсен и вулкан Акита-Комагатаке. Эти два района находятся в 50 километрах друг от друга и охватывают 854 квадратных километра.

## География
В пределах парка находится обширное плато с множеством вулканов; глубокое и большое кальдерное озеро, наполненное чистой прозрачной водой; берёт начало река Оирасэгава, русло которой проходит многочисленные глубокие долины и ущелья и впадает в Тихий океан. На юге находится вулкан Комагатаке, на севере — Хатимантай, Якеяма, Хаккодасан и озеро Товада (400 м н. у. м.), на востоке — Иватэсан. Здесь много горячих источников, вокруг которых построены курорты. В лесах растут вековые пихты.
Площадь парка 854 км².

## Туризм
В парке много пансионатов, есть лыжный курорт Хатимантай Резорт, обширное ущелье Оирасе. На озере Товада проходит в конце лета общий праздник префектур Кунидзанкай-мацури.

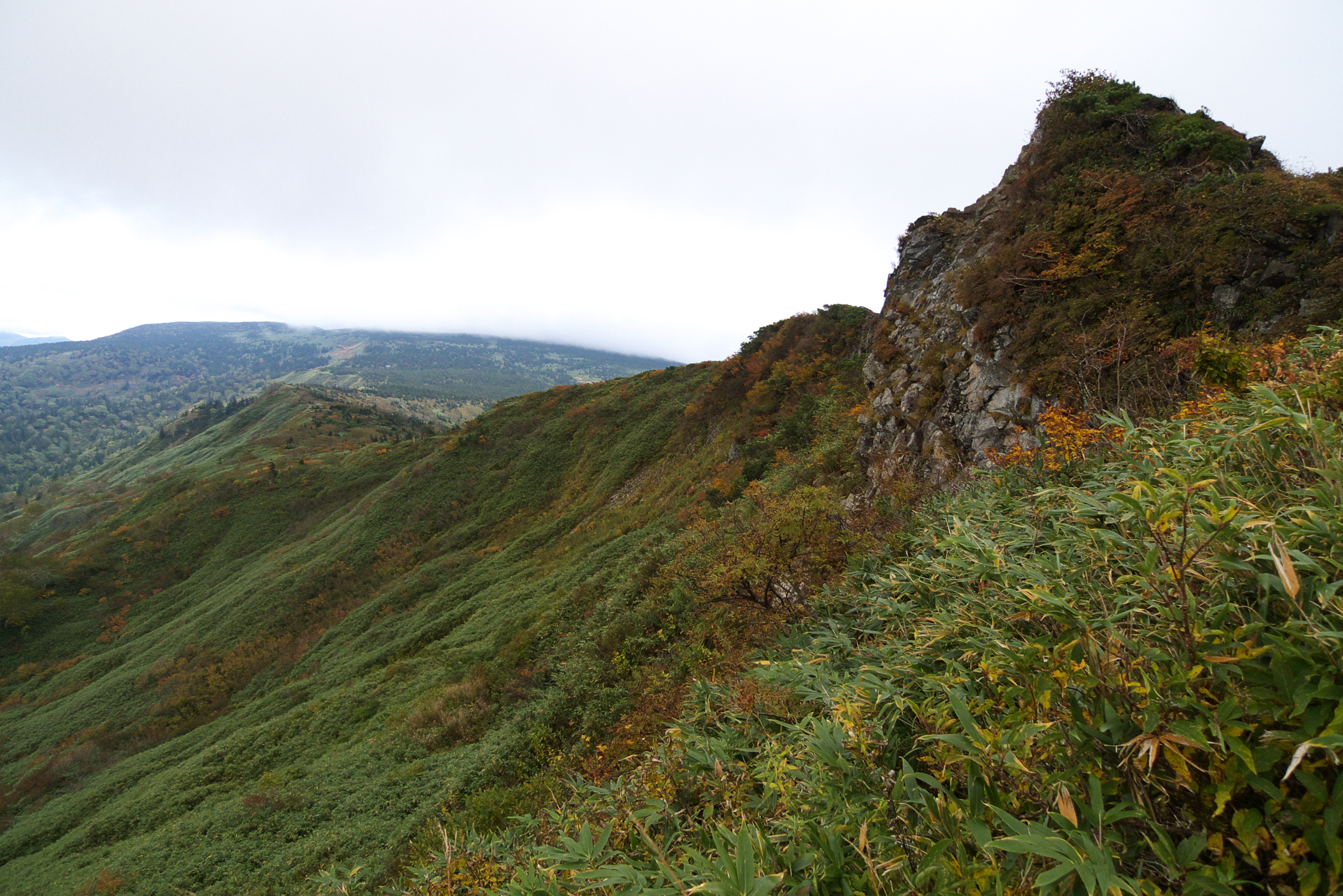
Гора Кенсомори
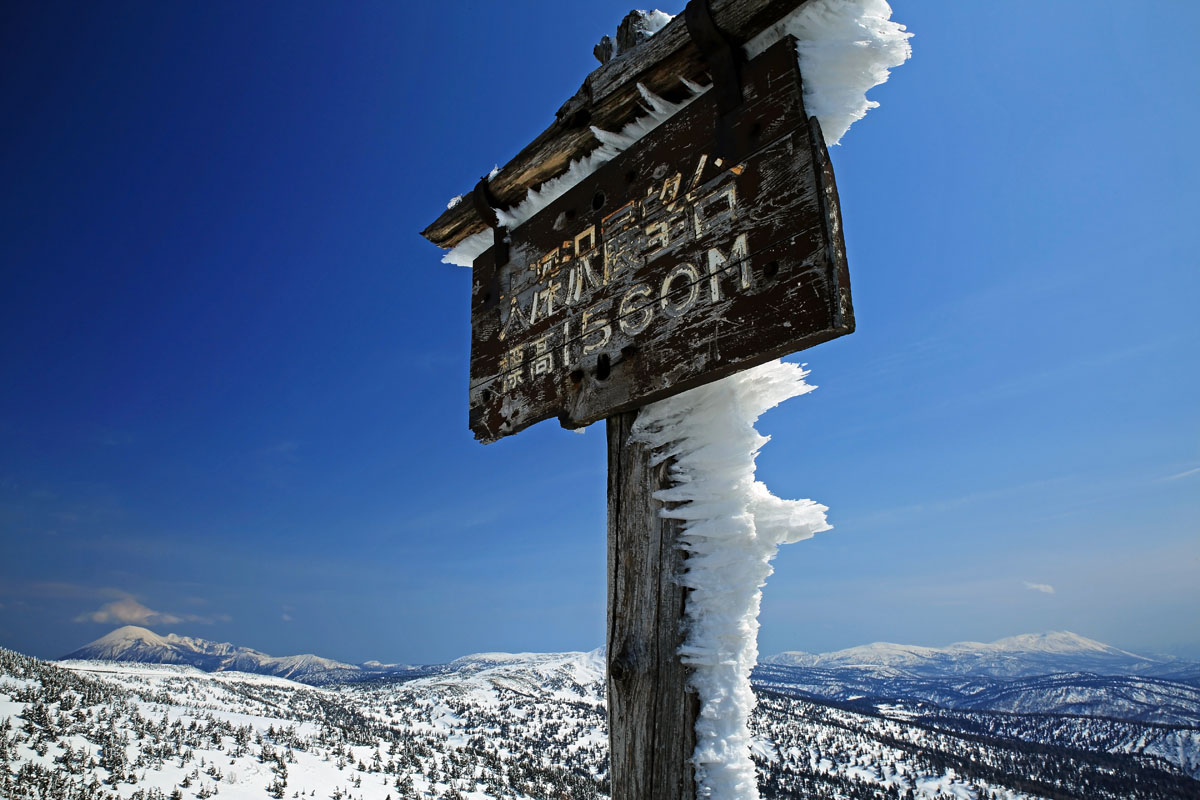
Указатель в парке
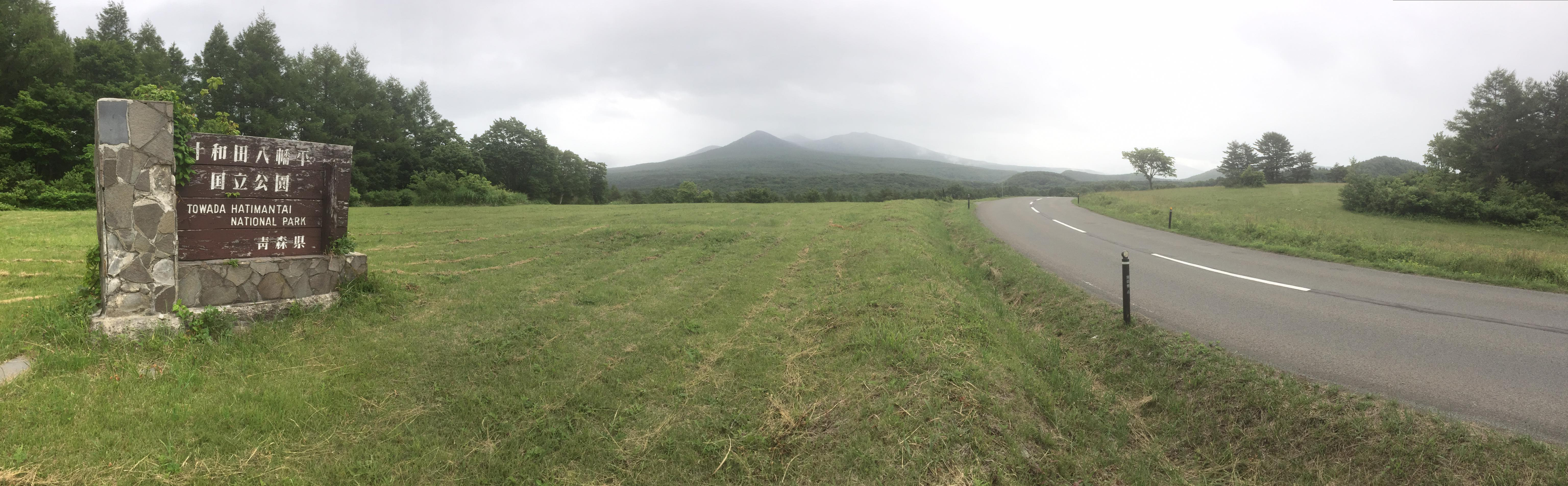
Въезд в парк на шоссе №103
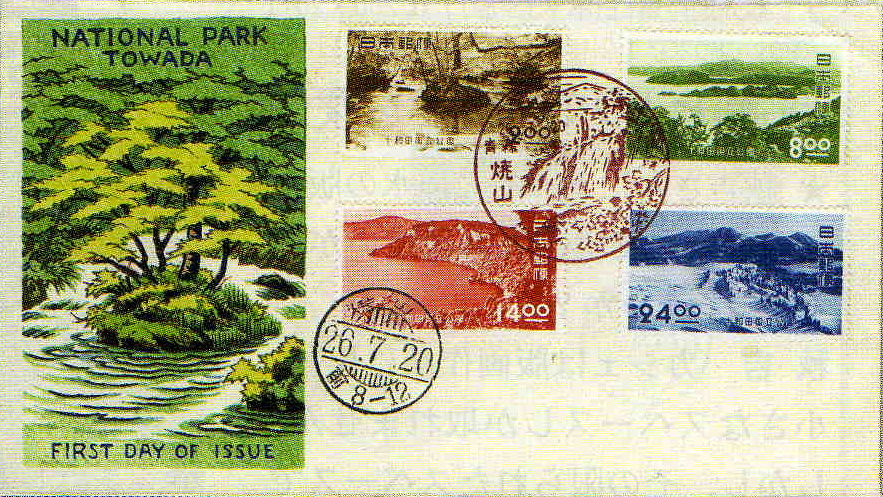
Изображение парка на марках Японии